# Клінтон Россітер
Клінтон Россітер (англ. Clinton Rossiter; 18 вересня 1917, Філадельфія — 11 липня 1970, Ітака
) — американський історик і політолог, викладач університет Корнелл з 1946 по 1970 рік. Автор «Американського президентства» (англ. The American Presidency) і 20 інших книг з історії і про американські університети. Лауреат премій Бенкрофт (англ. Bancroft Prize) і Вудро Вільсона (англ. Woodrow Wilson Foundation Award).

## Біографія
Клінтон Россітер Лоуренс III був сином Уїнтона Гудріша Россітера і Дороті Шоу. Його батько мав репутацію видатного маклера в Нью-Йорку. Помер 14 лютого 1954 року у віці 64 років. Клінтон виріс в Бронксвіллі, штат Нью-Йорк. Всього у Россістерів було четверо дітей: Дороті Енн Россітер, Вільям Уїнтон Гудріч Россітер, Клінтон, і Джоан Россітер. Клінтон навчався в Вестмінстерській підготовчій школі в Сімсбері (Simsbury), закінчив Корнеллський університет (Cornell University) в 1939 році, де став членом товариства пера і кинджала (Quill and Dagger).
У 1942 році Прінстонський університет присудив йому докторський ступінь за його дисертацію «Конституційна диктатура: урядова криза в сучасних демократіях» (Constitutional Dictatorship: Crisis government in the modern democracies). Відразу ж після вступу США у Другу світову війну, Россітер вирушив добровольцем в морський резерв (Naval Reserves) армії США і протягом трьох років служив в артилерії на Тихоокеанському театрі військових дій. Отримав звання лейтенанта.
У вересні 1947 він одружився з Мері Еллен Кран, яка народила трьох синів: Давида Гудріша Россітера (1949), Калеба Стюарта Россітера (1951) і Уїнтона Россітера (1954).

### Кар'єра
1946 року Россітер влаштувався в університет Корнелла, де за вісім років пройшов шлях від інструктора до професора. З 1956 по 1959 рік він займав пост голови Департаменту уряду. У 1959 році йому було присуджено звання старшого професора американських організацій (Senior Professor of American Institutions). 1960—1961 навчальний рік він викладав в Кембриджському університеті, Англія.

### Смерть
Россітер помер в своєму будинку в місті Ітака, штат Нью-Йорк 11 липня 1970 року, у віці 52 років. Нью-Йорк таймс повідомила, що його син Калеб Россітер виявив тіло батька в підвалі свого будинку. За версією медичного експерта округу Томпкінс це було самогубство. Кілька років потому його син заявив, що батько все життя страждав від виснажливої депресії. Вона і послужила причиною його смерті.
Останні події суспільного життя багато в чому посилили душевний стан Россітера. Його улюблений Корнеллський університет був у центрі расових конфліктів, зокрема, в ньому стався озброєне захоплення будівлі студентського союзу у квітні 1969 року. Россітер виступав як захисник прав афроамериканських студентів, за що був названий зрадником факультету. Деякі з професорів (як наприклад, Аллан Блум) відмовлялися спілкуватися з ним.
Зміни відбувалися і в США. Країну, в яку Клінтон свято вірив, потрясали демонстрації проти війни у В'єтнамі і рух за громадянські права чорношкірих, який розгорівся до кінця 1960-х років після вбивства Мартіна Лютера Кінга. Дії уряду носили все більш насильницький характер. Для багатьох людей його покоління, які виросли з упевненістю в тому, що Америка була заснована на принципах рівності і свободи та продовжує їх здійснювати, це були важкі часи.

## Подальший вплив на суспільні науки
Протягом двох десятиліть після смерті Россітера змінився підхід до тлумачення політичних наук. Документальний стиль Россиитера замінив кількісний підхід. Однак в 1990-х і початку 21-го століття політологи відкрили методологічні проблеми, якими займався Россітер і визнали цінними його наукові роботи. Зокрема, після подій 11 вересня 2001 року, перша книга Россітера, що вийшла в 1948 році «Конституційний диктатури: урядова криза в сучасних демократіях» (Constitutional Dictatorship: Crisis Government in the Modern Democracies) (перевидана в 1963 з новим передмовою), була передрукована в перший раз майже за сорок років. Це класичне дослідження сучасних демократичних держав в умовах кризи. Основна теза книги — то, що ніяка форма уряду не може вижити, якщо виключає диктатуру, коли життя нації під загрозою. Так, відома робота Россітера «Американське Президентство» (The American Presidency) є не що інше, як дослідження повноважень і обмежень американського уряду. І праця Россітера «1787: Генеральна Конвенція» (1787: The Grand Convention) як і раніше вважається одним з найкращих досліджень про прийняття Конституції. На жаль, вчений, який вивчає політологію, був оцінений більше істориками, ніж своїми власними колегам.
Хоча багато що змінилося в американській політиці з 1970 року, особливо щодо значення таких важливих (але постійно змінюються) термінів як «консервативний» і «ліберальний», його книга дає цим поняттям класичне визначення, яке вони колись мали. Його редакція «федералістів» (The Federalist Papers) як і раніше використовується стандартним навчальним текстом у середніх школах і коледжах, хоча в кінці 1990-х років видавець цього випуску заміняв введення Россітера і аналітичне зміст новим введенням Чарльза Р. Кеслера і змістом з випуску 1898 року Генрі Кебота Лоджа. Стаття Россітера «Революція, як спосіб збереження» («A Revolution to Conserve») використовувалася, щоб розповісти поколінням студентів середньої школи про коріння американської революції. Але попри часткове визнання заслуг, дві важливі роботи Россітера як і раніше вважаються невизнаними як вченими, так і громадськістю. Його монографія «Олександр Гамільтон і Конституція» (Alexander Hamilton and the Constitution), написана в 1964 році, все ще є предметом дослідження розвитку політичної і конституційної думки Гамільтона. Так само його книга «Зародження республіки» (Seedtime of the Republic), написана в 1953 році, залишається цінним предметом для всебічного дослідження коренів американської політики і уряду в роки, що передували революції.

## Список творів
- Rossiter, Clinton; Constitutional dictatorship: crisis government in the modern democracies; Princeton: Princeton University Press; (1948);
- Republished New York, Harcourt, Brace & World (1963); Republished Westport, Conn. : Greenwood Press; (1979); Republished New Brunswick, N.J. : Transaction Publishers; (2002)
- Rossiter, Clinton; Documents in American Government; New York, W. Sloane Associates; (1949)
- Rossiter, Clinton; The Supreme Court and the commander in Chief; Ithaca, Cornell University Press; (1951); Republished New York, Da Capo Press; (1970); Republished Ithaca, N.Y. : Cornell University Press; (1976)
- Rossiter, Clinton; Seedtime of the Republic: the origin of the American tradition of political liberty; New York: Harcourt, Brace; (1953)
- Rossiter, Clinton; Conservatism in America; New York: Knopf; (1955) Republished Cambridge, Mass. : Harvard University Press; (1982)
- Rossiter, Clinton; The American Presidency; New York: Harcourt, Brace; (1956)
- Rossiter, Clinton; Marxism: the view from America; New York, Harcourt, Brace; (1960)
- Rossiter, Clinton; Parties and politics in America; Ithaca, N.Y., Cornell University Press; (1960)
- Rossiter, Clinton; The American Presidency; New York, Harcourt, Brace; (1956); Republished New York, Harcourt, Brace; (1960); Republished New York, Time, Inc (1963); Republished Baltimore: Johns Hopkins University Press; (1987)
- Rossiter, Clinton; The Federalist papers; Alexander Hamilton, James Madison, John Jay; New York New American Library (1961); Republished New York, N.Y. : Mentor; (1999)
- Rossiter, Clinton; The three pillars of United States Government: the Presidency, the Congress, the Supreme Court; Washington, Distributed by U.S. Information Service; (1962)
- Rossiter, Clinton; Conservatism in America; the thankless persuasion; New York, Knopf and New York, Vintage Books (1962); Republished Westport, Conn. : Greenwood Press; (1981)
- Rossiter, Clinton; The political thought of the American Revolution; New York, Harcourt, Brace & World; (1963)
- Rossiter, Clinton; Six characters in search of a Republic: studies in the political thought of the American colonies; New York, Harcourt, Brace & World (1964)
- Rossiter, Clinton; Alexander Hamilton and the Constitution; New York, Harcourt, Brace & World; (1964)
- Rossiter, Clinton; 1787: the grand Convention; New York, Macmillan; (1966); Republished New York: W.W. Norton, (1987)
- Rossiter, Clinton; The American quest, 1790—1860: an emerging nation in search of identity, unity, and modernity; New York, Harcourt Brace Jovanovich (1971)

### Статті
- Rossiter, Clinton (1949). The President and Labor Disputes.

### The Journal of Politics
- Rossiter, Clinton; Instruction and Research: Political Science 1 and Indoctrination; The American Political Science Review; Vol. 42, No. 3; Jun 1948 pgs. 542—549
- Rossiter, Clinton; The Reform of the Vice-Presidency; Political Science Quarterly; Vol. 63, No. 3; Sep 1948 pgs. 383—403
- Rossiter, Clinton; A Political Philosophy of F.D. Roosevelt: A Challenge to Scholarship; The Review of Politics; Vol. 11, No. 1; Jan 1949 pgs. 87-95
- Rossiter, Clinton; John Wise: Colonial Democrat; The New England Quarterly; Vol. 22, No. 1; Mar 1949 pgs. 3-32
- Rossiter, Clinton; Constitutional Dictatorship in the Atomic Age; The Review of Politics, Vol. 11, No. 4; Oct 1949 pgs. 395—418
- Rossiter, Clinton; What of Congress in Atomic War; The Western Political Quarterly; Vol. 3, No. 4; Dec 1950 pgs. 602—606
- Rossiter, Clinton; The Political Theory of the American Revolution; The Review of Politics; Vol. 15, No. 1; Jan 1953, pgs. 97-108
- Rossiter, Clinton; Impact of Mobilization on the Constitutional System; Proceedings of the Academy of Political Science, Vol. 30, No. 3; May 1971, pgs. 60-67